# Иво Ратеј
Иво Ратеј (словен. Ivo Ratej; Цеље, 11. септембар 1941) некадашњи је југословенски и словеначки хокејаш на леду који је током каријере играо на позицијама одбрамбеног играча.
Играчку каријеру започео је у редовима Цеља, а потом је 14 сезона играо за загребачки Медвешчак.
Био је стандардни члан сениорске репрезентације Југославије за коју је одиграо преко 50 утакмица. Као члан репрезентације играо је и на три олимпијска турнира — ЗОИ 1964. у Инзбруку, ЗОИ 1968. у Греноблу и на ЗОИ 1972. у Сапороу.